# (34446) 2000 SN74
2000 SN74 (asteroide 34446) é um asteroide da cintura principal. Possui uma excentricidade de 0.05281440 e uma inclinação de 7.26037º.
Este asteroide foi descoberto no dia 24 de setembro de 2000 por LINEAR em Socorro.